# Alte Burg (Göhren-Lebbin)
Der als Alte Burg bezeichnete Burgstall einer slawischen Wallburg liegt beim Naturschutzgebiet Blüchersches Bruch und Mittelplan am Kölpinsee ca. 2,5 km nordöstlich von Göhren-Lebbin im Landkreis Mecklenburgische Seenplatte. Von Göhren-Lebbin aus führt die Verlängerung der Straße Zum Burgwall direkt zur Anlage. Diese kreisrunde Befestigung mit einem Durchmesser von 160 Metern weist einen etwa 1,8 Meter hohen Wall auf, dem ein etwa 3 Meter und 0,5 Meter tiefer Graben vorgelagert ist. Der Graben ist stellenweise durch die moderne Wegeführung überschüttet. Insgesamt wird durch den Wall eine Fläche von etwa 8500 Quadratmetern umschlossen. Vermutet wird, dass der Wall früher aus einer Holz-Erde-Konstruktion bestand, mit einem Palisadenaufsatz.
Der Wall befand sich ursprünglich auf einer Landzunge zwischen flachen Seen. Durch den Bau der Müritz-Elde-Wasserstraße sank der Wasserspiegel des Kölpinsees zwischen 1798 und 1837 um ca. 1,5 Meter. Dabei fielen in der südlich angrenzenden Niederung zahlreiche Flachseen trocken. In der Folge wurde das den Wall umgebende Land trockengelegt.
Die Anlage an sich ist bis dato unerforscht, wird aber der slawischen Besiedlung zugerechnet. Die Entstehungszeit ist entsprechend unbekannt. Vermutet wird, dass es sich bei der Alte Burg um eine Fluchtburg handelte. Inwieweit ein Zusammenhang zur nahe gelegenen Wallburg Kleiner Eschhorst bestand, ist ebenso unbekannt.

## Denkmalschutz
Der Burgstall der Wallanlage ist ein Bodendenkmal nach dem Denkmalschutzgesetz des Landes Mecklenburg-Vorpommern. Nachforschungen und gezieltes Sammeln von Funden sind genehmigungspflichtig, Zufallsfunde an die Denkmalbehörden zu melden.